# Fufeng
Fufeng léase: Fu-Fóng (en chino:扶风县; pinyin;Fúfēng Xiàn lit; apoyado/sostenido por el viento) es un condado bajo la administración directa de la ciudad-prefectura de Baoji, provincia de Shaanxi, centro geográfico de la República Popular China. El condado yace en la llanura de Guanzhong (llanura aluvial formada por el río Wei y sus afluentes) con una altitud promedio de 590 m s. n. m. y la zona de transición de la montañas Qin que se ubica al norte y llega hasta los 1579.8 m s. n. m.  Su área total es de 720 km² y su población proyectada para 2018 llegó a 443 100 habitantes.

## Administración
Desde 2018 el distrito Weibin se dividen en 8 pueblos  , que se administran en 1 subdistritos y 7 poblados.

## Clima
El condado de Fufeng es un clima monzónico húmedo continental. Las cuatro estaciones tienen abundantes precipitaciones. La temperatura promedio anual es de 12.4 °C, la temperatura máxima extrema es de 42.7 °C, la temperatura mínima extrema es menos de 19.5 °C, la precipitación promedio anual es de 592 mm y el período libre de heladas es de 209 días.
| Parámetros climáticos promedio de Fufeng (1971−2000) | Parámetros climáticos promedio de Fufeng (1971−2000) | Parámetros climáticos promedio de Fufeng (1971−2000) | Parámetros climáticos promedio de Fufeng (1971−2000) | Parámetros climáticos promedio de Fufeng (1971−2000) | Parámetros climáticos promedio de Fufeng (1971−2000) | Parámetros climáticos promedio de Fufeng (1971−2000) | Parámetros climáticos promedio de Fufeng (1971−2000) | Parámetros climáticos promedio de Fufeng (1971−2000) | Parámetros climáticos promedio de Fufeng (1971−2000) | Parámetros climáticos promedio de Fufeng (1971−2000) | Parámetros climáticos promedio de Fufeng (1971−2000) | Parámetros climáticos promedio de Fufeng (1971−2000) | Parámetros climáticos promedio de Fufeng (1971−2000) |
| Mes                                                  | Ene.                                                 | Feb.                                                 | Mar.                                                 | Abr.                                                 | May.                                                 | Jun.                                                 | Jul.                                                 | Ago.                                                 | Sep.                                                 | Oct.                                                 | Nov.                                                 | Dic.                                                 | Anual                                                |
| ---------------------------------------------------- | ---------------------------------------------------- | ---------------------------------------------------- | ---------------------------------------------------- | ---------------------------------------------------- | ---------------------------------------------------- | ---------------------------------------------------- | ---------------------------------------------------- | ---------------------------------------------------- | ---------------------------------------------------- | ---------------------------------------------------- | ---------------------------------------------------- | ---------------------------------------------------- | ---------------------------------------------------- |
| Temp. máx. abs. (°C)                                 | 20.7                                                 | 25.5                                                 | 28.0                                                 | 36.2                                                 | 37.8                                                 | 40.2                                                 | 40.9                                                 | 41.6                                                 | 40.0                                                 | 33.0                                                 | 25.8                                                 | 23.2                                                 | '                                                    |
| Temp. máx. media (°C)                                | 5.1                                                  | 7.8                                                  | 12.8                                                 | 20.1                                                 | 25.2                                                 | 29.7                                                 | 30.9                                                 | 29.4                                                 | 23.7                                                 | 18.4                                                 | 12.0                                                 | 6.7                                                  | 18.5                                                 |
| Temp. media (°C)                                     | 0.1                                                  | 2.7                                                  | 7.7                                                  | 14.2                                                 | 19.2                                                 | 23.6                                                 | 25.4                                                 | 24.3                                                 | 18.9                                                 | 13.3                                                 | 6.8                                                  | 1.5                                                  | 13.1                                                 |
| Temp. mín. media (°C)                                | −3.5                                                 | −0.9                                                 | 3.5                                                  | 9.3                                                  | 13.9                                                 | 18.2                                                 | 21.1                                                 | 20.2                                                 | 15.3                                                 | 9.6                                                  | 3.1                                                  | −2.2                                                 | 9.0                                                  |
| Temp. mín. abs. (°C)                                 | −13.9                                                | −11.4                                                | −5.3                                                 | −1.7                                                 | 4.8                                                  | 10.0                                                 | 12.9                                                 | 13.2                                                 | 6.0                                                  | −2.0                                                 | −8.0                                                 | −16.1                                                | '                                                    |
| Precipitación total (mm)                             | 6.4                                                  | 10.6                                                 | 24.6                                                 | 52.4                                                 | 62.8                                                 | 76.2                                                 | 111.1                                                | 114.6                                                | 109.6                                                | 63.7                                                 | 19.6                                                 | 4.7                                                  | 656.3                                                |
| Días de precipitaciones (≥ 0.1 mm)                   | 4.1                                                  | 5.4                                                  | 8.0                                                  | 8.7                                                  | 9.9                                                  | 10.8                                                 | 11.4                                                 | 11.0                                                 | 12.6                                                 | 10.3                                                 | 5.4                                                  | 3.4                                                  | 101                                                  |
| Fuente: Weather China                                |                                                      |                                                      |                                                      |                                                      |                                                      |                                                      |                                                      |                                                      |                                                      |                                                      |                                                      |                                                      |                                                      |

## Templo Famen
Al condado se le conoce como la capital oriental de Buda (东方佛都) debido al gran templo budista que se encuentra en el poblado Famen y según se dice fue construido durante la dinastía Zhou del Norte, por el emperador Huan y por el emperador Ling de la dinastía Han del Este (año 25 al 220).
El registro de la literatura indica que durante la dinastía Wei del Norte (386–534) el Templo Famen ya existía en una escala bastante grande. Sin embargo, el budismo fue suprimido en gran medida en los años de la dinastía Zhou del Norte (557–581) del Emperador Wu, y el Templo de Famen (法门寺) fue destruido casi por completo.
Después del establecimiento de la dinastía Sui (589–618), el budismo fue venerado y el Templo Famen fue reconstruido, aunque no pudo recuperarse hasta su apogeo en la dinastía Wei del Norte. Su nombre fue cambiado a Cheng Shi Dao Chang (成 实 道场), y pronto se fusionó con el cercano Templo Baochang ((宝昌寺).
El templo de Famen entró en su época de júbilo después de la formación de la dinastía Tang (618–907). Durante el primer año del reinado de Wude de la dinastía Tang (618), fue nombrado Templo Famen, y los monjes fueron reclutados al año siguiente. Más tarde, el templo acogió a personas sin hogar que huían del caos causado por la guerra al final de la dinastía Sui, y lamentablemente fue quemado. Fue reconstruida más tarde por los monjes. En el quinto año de Zhenguan (año 631).